# Aulonocara gertrudae
Aulonocara gertrudae är en fiskart som beskrevs av Konings, 1995. Aulonocara gertrudae ingår i släktet Aulonocara och familjen Cichlidae. IUCN kategoriserar arten globalt som livskraftig. Inga underarter finns listade.